# Tetsuo Satō (voleibol)
Tetsuo Satō (en japonés: 佐藤 哲夫; Prefectura de Fukushima; 12 de marzo de 1949 - 11 de junio de 2025) fue un voleibolista japonés.

## Carrera
Participó en tres ediciones de los Juegos Olímpicos, la primera de ellas fue en México 1968 donde ganó la medalla de plata luego de perder la final ante Unión Sovíetica. Su segunda aparición fue en Múnich 1972 donde ganó la medalla de oro al vencer a Alemania Democrática en la final.
Su última aparición fue en Montreal 1976 donde terminó en cuarto lugar al perder en las semifinales ante Polonia y perder el partido por la medalla de bronce ante Cuba.
También participó en dos ediciones de los Juegos Asiáticos, la primera de ellas fue en Bangkok 1970 donde ganó la medalla de oro al vencer en la final a Corea del Sur, y la segunda aparición fue en Teherán 1974 donde volvió a repetir la medalla de oro ante el mismo rival.